# 宮路和明
宮路 和明（みやじ かずあき、1940年11月29日 - ）は、日本の政治家。自由民主党所属の元衆議院議員（8期）。

## 人物
鹿児島県川辺郡笠沙町（現南さつま市）出身。笠沙町立赤生木小・中学校、ラ・サール高校を経て、東京大学法学部第3類（政治コース）卒業。1965年、農林省入省。農林経済局農業協同組合課課長補佐等を務める。群馬県農政部次長（1981年）、農林水産省大臣官房参事官（1983年）、畜産局畜政課畜産総合対策室長（1984年）を歴任し、1985年退官。
1986年の第38回衆議院議員総選挙で旧鹿児島1区に無所属で出馬したが、落選。
1990年の第39回衆議院議員総選挙で初当選。以後6期務める。1994年7月、村山内閣で総務政務次官。1996年の小選挙区移行後の総選挙では松下忠洋とコスタリカ方式を取っており、第41回衆議院議員総選挙では、比例九州ブロックに単独立候補し当選。
2002年1月、第1次小泉内閣で厚生労働副大臣を務める。同年7月、後述の不祥事により辞任。
2005年9月の第44回衆議院議員総選挙では松下が郵政民営化法に反対票を投じたため、自民党の公認を得られず無所属で出馬。これにより、コスタリカ方式は解消となった。選挙では、松下を破り6選。
しかし、2009年9月の第45回衆議院議員総選挙では逆に松下に敗れ落選。
2012年9月、金融担当大臣であった松下が死去。同10月28日施行の衆議院鹿児島3区補欠選挙に自民党公認で立候補し、国民新党の野間健を下して7選。同年11月16日に衆議院解散が行われたため、失職。第46回衆議院議員総選挙では、野間に6000票余りの差で敗れたが、重複立候補していた比例九州ブロックで復活し8選。
2014年12月の第47回衆議院議員総選挙へは立候補せず、政界を引退した。後継は息子の宮路拓馬。

## 政策
- 選択的夫婦別姓制度の導入に反対[5][6]。

## 不祥事
帝京大学医学部入試口利き疑惑
2002年7月、後援会子息の受験番号を大学側に連絡した帝京大学医学部の入試口利き問題によって国会審議を混乱させたとして、厚生労働副大臣を辞任した。
帝京大学献金問題
日本共産党の機関紙しんぶん赤旗に、入学手続き前に受験生から二十四億円以上もの寄付金を集めていたことが問題となっている帝京大学から1995～2000年で600万円の献金があったと報じられた。また、宮路は後援者子息の帝京大学医学部入試で口利きした疑惑をもたれている件について、「受験番号を問い合わせてきた総長の電話は自分がたまたま受けて回答しただけ」と述べていると報じられた。
政治資金収支報告書二重計上問題
2007年9月、自らの選挙運動費用の収支報告書に、法律で義務付けられている約580万円分の経費の領収書を添付しなかったため、 鹿児島県選挙管理委員会から指摘を受けた。そのうち約540万円分は、宮路が代表を務める自民党支部の政治資金収支報告書にも経費として記載し、二重計上していた。

## 国会での活動
- 2014年の第186回国会において、大臣、副大臣、政務官、補佐官、議長、副議長、委員長のいずれの要職にもついていなかったのみならず、質問、議員立法、質問主意書提出のいずれもなかったことが指摘された[11][12]。

## 選挙歴
| 当落 | 選挙                     | 執行日         | 年齢 | 選挙区                | 政党       | 得票数     | 得票率 | 定数 | 得票順位 /候補者数 | 政党内比例順位 /政党当選者数 |
| ---- | ------------------------ | -------------- | ---- | --------------------- | ---------- | ---------- | ------ | ---- | ------------------ | ---------------------------- |
| 落   | 第38回衆議院議員総選挙   | 1986年07月06日 | 45   | 旧鹿児島1区           | 無所属     | 2万2670票  | 5.27%  | 4    | 7/9                | /                            |
| 当   | 第39回衆議院議員総選挙   | 1990年02月18日 | 49   | 旧鹿児島1区           | 自由民主党 | 7万3414票  | 16.32% | 4    | 3/8                | /                            |
| 当   | 第40回衆議院議員総選挙   | 1993年07月18日 | 52   | 旧鹿児島1区           | 自由民主党 | 8万172票   | 15.76% | 4    | 2/9                | /                            |
| 当   | 第41回衆議院議員総選挙   | 1996年10月20日 | 55   | 比例九州              | 自由民主党 | ー票       | ー     | 23   | ー/ー              | 6/9                          |
| 当   | 第42回衆議院議員総選挙   | 2000年06月25日 | 59   | 鹿児島3区             | 自由民主党 | 12万7315票 | 72.11% | 1    | 1/3                | /                            |
| 当   | 第43回衆議院議員総選挙   | 2003年11月09日 | 62   | 鹿児島3区             | 自由民主党 | 11万3743票 | 66.87% | 1    | 1/3                | /                            |
| 当   | 第44回衆議院議員総選挙   | 2005年09月11日 | 64   | 鹿児島3区             | 自由民主党 | 9万2291票  | 47.94% | 1    | 1/3                | /                            |
| 落   | 第45回衆議院議員総選挙   | 2009年08月30日 | 68   | 鹿児島3区             | 自由民主党 | 7万8876票  | 41.56% | 1    | 2/3                | /                            |
| 当   | 第45回衆議院議員補欠選挙 | 2012年10月28日 | 71   | 鹿児島3区             | 自由民主党 | 7万694票   | 48.90% | 1    | 1/4                | /                            |
| 比当 | 第46回衆議院議員総選挙   | 2012年12月16日 | 72   | 比例九州（鹿児島3区） | 自由民主党 | 6万4169票  | 41.27% | 1    | 2/5                | 1/7                          |

## 所属団体・議員連盟
- 平和を願い真の国益を考え靖国神社参拝を支持する若手国会議員の会
- 神道政治連盟国会議員懇談会
- 自民党国際人材議員連盟
- TPP交渉における国益を守り抜く会
- 自由民主党茶業振興議員連盟[13]
- 自由民主党空き家対策推進議員連盟[14]

## 著書
- 『よみがえれ薩摩』（昭和63年）
- 『明日のまぐろ漁業を拓く』（平成8年）
- 『漁協合併促進法成立のねらい』（平成10年）
- 『Q&A早わかり鳥獣被害防止特措法』（平成20年）
- 『みやじ和明議員立法への挑戦』（平成22年）